# 368

## Esdeveniments
- 10 d'octubre -Nicea (Bitínia): La ciutat és assolada per un terratrèmol.
- Trèveris (Gàl·lia): L'emperador romà Valentinià I llança una campanya força profitosa contra els alamans.
- Marcianòpolis (Mèsia): L'emperador romà Valent dirigeix la guerra contra els gots d'Atanaric amb escassos resultats.
- Armènia: Els perses sassànides ocupen el país i deposen el rei Àrsaces II.
- Ibèria (Geòrgia): Els perses sassànides ocupen el país i deposen el rei Saurmag II.

## Necrològiques
- Poitiers (Gàl·lia): Sant Hilari, bisbe de la ciutat, doctor de l'Església.
- Armènia: Àrsaces II d'Armènia, rei.
- Arianzum (Capadòcia): Sant Cesari de Nazianz, metge.